# Boerhavia raynalii
Espèce
Boerhavia raynalii est une espèce de plantes de la famille des Nyctaginaceae. Elle a été publiée en 1996 par Rafaël Herman Anna Govaerts dans World Checklist of Seed Plants.

### Sous le nomBoerhavia raynalii
- (en) JSTOR Plants : Boerhavia raynalii  (consulté le 28 août 2015)
- (en) Catalogue of Life : Boerhavia raynalii (J.-P.Lebrun & Meikle) Govaerts (Nom accepté: Commicarpus raynalii  J.-P.Lebrun & Meikle) Non Valide (consulté le 28 août 2015)
- (en) Catalogue of Life : Commicarpus raynalii (consulté le 22 décembre 2020)
- (en) The Plant List : Boerhavia raynalii (J.-P.Lebrun & Meikle) Govaerts  (source : KewGarden WCSP) (consulté le 28 août 2015)
- (en) Tropicos : Boerhavia raynalii (J.-P. Lebrun & Meikle) Govaerts  (+ liste sous-taxons) (consulté le 28 août 2015)

### Sous le nomCommicarpus raynalii
- (en) JSTOR Plants : Commicarpus raynalii  (consulté le 28 août 2015)
- (en) Catalogue of Life : Commicarpus raynalii (consulté le 22 décembre 2020)
- (en) NCBI : Commicarpus raynalii (taxons inclus) (consulté le 28 août 2015)
- (en) The Plant List : Commicarpus raynalii J.-P.Lebrun & Meikle (Nom accepté: Boerhavia raynalii  (J.-P.Lebrun & Meikle) Govaerts) Non valide  (source : KewGarden WCSP) (consulté le 28 août 2015)
- (en) Tropicos : Commicarpus raynalii J.-P. Lebrun & Meikle  (+ liste sous-taxons) (consulté le 28 août 2015)